# Alcis longiramaria
Alcis longiramaria är en fjärilsart som beskrevs av George Francis Hampson 1902. Alcis longiramaria ingår i släktet Alcis och familjen mätare. Inga underarter finns listade i Catalogue of Life.